# حور جاكي
حور جاكي (الاسم العلمي:Populus jackii) هو نوع هجين من النباتات يتبع جنس الحور من الفصيلة الصفصافية.